# (3989) Odin
(3989) Odin es un asteroide perteneciente al cinturón de asteroides, descubierto el 8 de septiembre de 1986 por Poul Jensen desde el Observatorio Brorfelde, Holbæk, Dinamarca.

## Designación y nombre
Designado provisionalmente como 1986 RM. Fue nombrado Odin en homenaje al dios Odín de la mitología nórdica.